# Станіслав Вокульський
Станіслав Вокульський (пол. Stanisław Wokulski) — головний герой повісті Болеслава Пруса «Лялька».

## Походження
Народився у збіднілій родині шляхтичів. Його батько віддав його купцям які мали навчити Вокульського своєму ремеслу. Там знайомиться з Жецьким який підтримує його фінансово і допомагає вступити в університет. Згодом Вокульский перестає навчатися, та бере активну участь у повстанні. Після розгрому повстання царська влада висилає його у Сибір. Після повернення починає працювати у магазині Мінцелів, а після смерті власника одружується з його жінкою (через фінансові проблеми). Дружина швидко помирає і він отримує магазин у спадок. Головним переломом у його житті є знайомство з Ізабеллою Ленцькою. Прус зображує Вокульського як дорослого 45 літнього чоловіка. Характеристичною рисою персонажу є факт, що він поєднує у собі риси героя романтика і реаліста.

## Прототипи Вокульського
- Якоб Ландже (швейцарський купець)
- Юзеф Вокульський (келецький лікар)

## На екрані
У екранізаціях «Ляльки» роль Вокульського виконували:
- Маріуш Дмоховський — фільм (1968), нагороджений за роль у 1969 на MFF-Panama
- Єжи Камас — телесеріал (1977)

## Вокульский у масовій культурі
- на вулиці Краківське передмістя у Варшаві знаходиться пам'ятна таблиця вмурована у будинок який зіндефіковано на підставі повісті як дім Вокульського. Текст таблиці:

«У цьому домі у 1878-79 роках мешкав Станіслав Вокульский. Персонаж покликаний по життя Болеславом Прусом у повісті „Лялька“. Учасник повстання 1863 року, у минулому каторжник, купець, та мешканець міста Варшави. Філантроп та вчений народжений у 1832 році.»
- існує мережа торгових центрів «CH Wokulski».